# Masarina strucki
Masarina strucki är en stekelart som beskrevs av Friedrich W. Gess 1988. Masarina strucki ingår i släktet Masarina och familjen Masaridae. Inga underarter finns listade i Catalogue of Life.